# Milton (Vale of White Horse)
Milton is een civil parish in het bestuurlijke gebied Vale of White Horse, in het Engelse graafschap Oxfordshire met 1290 inwoners.